# 伊拉克国民议会
伊拉克国民议会（阿拉伯語： Majlis an-Nuwwāb al-ʿIrāqiyy，庫德語： Encumena Nûnerên Êraq）是伊拉克的一院制国家立法机关，2021年起由329个议席组成。议会大厦位于巴格达绿区。

## 历史
1925年，伊拉克王国举行了伊拉克历史上首次议会选举。当时分为上、下两院，下院民选产生，上院由国王任命产生。截至1958年政变前一共举办了十次议会选举。
1970年，伊拉克共和国诞生。然而萨达姆政权仅仅举办过几次选举。而由于议员基本上都来自于执政的伊拉克复兴社会党，因此国际社会认为这些选举是不公正和不自由的。
2003年，萨达姆政权被美英联军推翻。
2004年，伊拉克临时管理委员会成立。
2005年1月，举行了一次议会选举，政党联盟伊拉克国家联盟赢得48%的选票，获得140席成为第一大组织，议会里有85位女性议员。
2005年10月，议会通过新的宪法，规定议会由325个席位组成。

## 议席分布
2010年選舉（總數325席）：
- 伊拉克国家运动（91席[2]）：世俗派，自由主义
- 法治国家联盟（89席）：什叶派
- 伊拉克全国联盟（70席）：什叶派
- 库尔德联盟（43席）：代表库尔德人利益